# Noemi Schneider
Noemi Schneider (* 1982 in München) ist eine deutsche Regisseurin und Autorin.

## Leben
Noemi Schneider wurde 1982 als Tochter der Schriftstellerin Antonie Schneider geboren. Sie wuchs in Weiler im Allgäu auf und besuchte das Gymnasium Lindenberg sowie ein Internat im Schwarzwald. Ihr Abitur legte sie am Valentin-Heider-Gymnasium in Lindau ab. Sie studierte Dokumentarfilmregie und Fernsehpublizistik an der HFF München. Seit 2008 arbeitet Noemi Schneider als freie Redakteurin und Autorin für Deutschlandradio Kultur.
Als Mitarbeiterin des ARD-Auslandsstudios in Tel Aviv-Jaffa begegnete ihr 2011 die israelisch-palästinensische Fußballspielerin Walaa Hussein, über die sie den Dokumentarfilm Walaa! drehte und das Buch Kick it, Walaa! veröffentlichte.
2013 wurde sie mit dem Essaypreis der Zeitschrift Edit geehrt für den Text Oh Boy, ich hasse Rot.
2017 wurde sie zum Ingeborg-Bachmann-Wettbewerb eingeladen. 2021 war sie Stipendiatin des Deutschen Studienzentrums in Venedig. Im April 2023 wurde sie, zusammen mit den Illustratoren, für das Bilderbuch Ludwig und das Nashorn mit dem Luchs des Monats ausgezeichnet.

## Werke (Auswahl)
Film
- 2013: Walaa!

Bücher
- Kick it, Walaa! Das Mädchen, das über Grenzen geht. Knaur, München 2013, ISBN 978-3-426-65526-9
- Das wissen wir schon. Roman. Hanser Berlin, München 2017, ISBN 978-3-446-25507-4
- Textbeitrag in: Kein schöner Land. Angriff der Acht auf die deutsche Gegenwart. C. H. Beck, München 2019, ISBN 978-3-406-73997-2
- Ludwig und das Nashorn. Mit Illustration von Golden Cosmos. Nord-Süd Verlag, Zürich 2023, ISBN 978-3-314-10631-6